# Tetragonodes
Tetragonodes là một chi bướm đêm thuộc họ Geometridae.